# Bellator 216
Bellator 216: MVP vs. Daley è stato un evento di arti marziali miste tenuto dalla Bellator MMA il 16 febbraio 2019 alla Mohegan Sun Arena di Uncasville negli Stati Uniti.

## Risultati
|                  | Divisione              |                   |           |                    | Metodo                                  | Round     | Tempo     | Premio    |
| Main Card        | Main Card              | Main Card         | Main Card | Main Card          | Main Card                               | Main Card | Main Card | Main Card |
| ---------------- | ---------------------- | ----------------- | --------- | ------------------ | --------------------------------------- | --------- | --------- | --------- |
|                  | Pesi welter            | Michael Page      | batte     | Paul Daley         | Decisione unanime (48–47, 48–47, 48–47) | 5         | 5:00      | [ 1 ]     |
|                  | Pesi massimi           | Mirko Cro Cop     | batte     | Roy Nelson         | Decisione unanime (30–27, 29–28, 29–28) | 3         | 5:00      |           |
|                  | Pesi massimi           | Cheick Kongo      | batte     | Vitaly Minakov     | Decisione unanime (30–27, 29–28, 29–28) | 3         | 5:00      |           |
|                  | Pesi welter            | Yaroslav Amosov   | batte     | Erick Silva        | Decisione unanime (29–27, 29–28, 29–28) | 3         | 5:00      |           |
|                  | Pesi mosca femminili   | Valerie Loureda   | batte     | Colby Fletcher     | KO tecnico (pugni)                      | 1         | 2:55      |           |
| Card Preliminare |                        |                   |           |                    |                                         |           |           |           |
|                  | Pesi welter            | Demetrios Plaza   | batte     | Andrews Rodriguez  | Decisione unanime (29–28, 29–27, 29–27) | 3         | 5:00      |           |
|                  | Pesi medi              | Justin Sumter     | batte     | Reginaldo Felix    | Sottomissione (rear-naked choke)        | 2         | 3:27      |           |
|                  | Catchweight (165 lbs.) | Kemran Lachinov   | batte     | Kastriot Xhema     | Sottomissione (kneebar)                 | 2         | 0:53      |           |
|                  | Pesi massimi           | Tyrell Fortune    | batte     | Ryan Pokryfky      | KO tecnico (ginocchiata e pugni)        | 1         | 2:21      |           |
|                  | Pesi welter            | Vinicius De Jesus | batte     | Rodolpho Barcellos | KO tecnico (pugni)                      | 1         | 3:46      |           |
|                  | Pesi welter            | Jesse Kosakowski  | batte     | Rodolfo Rocha      | Sottomissione (rear-naked choke)        | 2         | 3:05      |           |
|                  | Pesi leggeri           | Nekruz Mirkhojaev | batte     | Pat Casey          | Sottomissione (neck cranck)             | 2         | 3:05      |           |